# Cecilia Verheyden
Cecilia Verheyden (Gent, 21 september 1985) is een Vlaamse filmregisseuse.
Verheyden studeerde in 2007 af aan het HRITCS met de kortfilm Ou Quoi, wat met Beste Fictie Debuut bekroond werd op het Internationaal Kortfilmfestival Leuven. Gilles De Schryver werd voor zijn hoofdrol in de film zowel in Brussel als in Potsdam onderscheiden.
Haar tweede kortfilm, Bluf, werd in 2009 gerealiseerd in opdracht van de kansspelcommissie. Voor dit project, dat op minstens evenveel bijval kon rekenen als haar filmdebuut, kon ze op onder andere Marieke Dilles, Sophie Decleir, Jeroen Perceval en Kimke Desart rekenen.
In 2007 maakte ze het televisieprogramma Climbing Spielberg, waarin ze met twee vrienden op zoek gaat naar de legendarische filmregisseur Steven Spielberg, in de hoop hem een zelfgeschreven scenario te verkopen. Het programma werd later omgevormd tot een documentaire, en werd als zodanig geselecteerd voor het IDFA en Docville.
Verheyden was tot eind 2010 het meest actief als assistent-regisseur voor figuratie. In die functie kreeg ze films als Adem, Dossier K, Smoorverliefd, Christmas In Paris en Zot van A. onder haar hoede. Ook programma's als Vermist, Code 37 en Oud België mochten op haar medewerking rekenen.
In 2010 realiseerde ze het programma Sunjata voor Ketnet. In 2011 2 Hollywood voor JIM.
Haar derde kortfilm, Robyn O., werd voltooid in 2012. Hoofdrollen zijn daarin weggelegd voor onder andere Els Dottermans, Flor Decleir en Zoë Thielemans. In datzelfde jaar nam ze ook de regie in handen van enkele episodes van het vierde seizoen van Vermist en van het tweede seizoen van Wat als?. 
Daarnaast regisseerde ze ook een aantal episodes voor het vijfde, zesde en zevende seizoen van Vermist. 
Voor haar fictiereeks Vriendinnen uit 2014 voor Eén werkte ze samen met het productiehuis Menuet. In deze televisieserie speelden onder andere Veerle Dobbelaere, Veerle Eyckermans, Charlotte De Bruyne, Anemone Valcke, Dirk Tuypens, Jonas Van Thielen, Jos Verbist, Sofie Joan Wouters, Pieter-Jan De Wyngaert en Ruth Beeckmans.
In 2016 werd haar langspeelfilm Achter de wolken uitgebracht, met onder meer Chris Lomme, Jo De Meyere en Charlotte De Bruyne, over een liefdespaar die elkaar na vijftig jaar opnieuw tegenkomen en de passie weer doen oplaaien.
In 2017 kwam Zie mij graag op Eén, een televisieserie met Alejandra Theus en Stan Van Samang in de hoofdrollen die ze samen met Toon Slembrouck regisseerde.
Vanaf 2018 regisseert Verheyden de internet- en televisieserie wtFOCK voor VIER en Telenet.
Ze regisseerde samen met Pieter Van Hees het tweede seizoen van Undercover (2020) voor Eén en Netflix, met onder andere Tom Waes en Ruth Becquart in de hoofdrollen. Haar in 2021 verschenen langspeelfilm Ferry is een prequel van deze serie. 
In 2024 bracht ze de langspeelfilm Skiff uit, met hoofdrollen van onder meer Femke Vanhove en Natali Broods.